# Categoría léxica
Las categorías léxicas son aquellas palabras con contenido referencial y semántico, a diferencia de las categorías funcionales que tienen contenido principalmente gramatical. Normalmente se las asocia con propiedades que se encuentran en entidades físicas.
Generalmente son clases abiertas porque los procedimientos de creación de vocabulario (composición, derivación, préstamo, ...) permiten generar nuevas palabras dentro de las categorías léxicas para denotar nuevos objetos o nuevas realidades. Eso conlleva a que no exista normalmente una cantidad fija de este tipo de palabras en el lexicón y es relativamente fácil la creación de nuevas palabras de este tipo dentro de la lengua. En algunas lenguas algunas categorías léxicas pueden ser clases cerradas.
Entre ellas se encuentran los elementos con referente concreto: sustantivos, los adjetivos, los verbos y los adverbios.